# ماتيوز جاتشليوسكي
ماتيوز جاتشليوسكي (بالبولندية: Mateusz Jachlewski) مواليد 27 ديسمبر 1984 في غدينيا، هو لاعب كرة يد بولندي يلعب كجناح أيسر. يلعب حاليا مع فيف تارغي كيلسي ويحمل الرقم 15. مثل منتخب بولندا لكرة اليد. شارك في دورة الألعاب الأولمبية الصيفية سنة 2008.

## سجل المنافسة
شارك في البطولات التالية:
- الألعاب الأولمبية الصيفية 2016

## روابط خارجية
- ماتيوز جاتشليوسكي على موقع الاتحاد الأوروبي لكرة اليد (الإنجليزية)
- ماتيوز جاتشليوسكي على موقع أوليمبيديا (الإنجليزية)
- ماتيوز جاتشليوسكي على موقع اللجنة الأولمبية البولندية (مؤرشف) (البولندية)